# Алая буква (фильм, 1926)
«Алая буква» (англ. The Scarlet Letter) — американский драматический фильм 1926 года по одноимённой книге Натаниэля Готорна.
Продюсер Луис Б. Майер не сразу согласился задействовать в главной роли актрису Лилиан Гиш, опасаясь сопротивления со стороны церковных групп. Съёмки фильма заняли менее двух месяцев. Фильм был объявлен как «Это настоящая картина А» (англ. It's a real 'A' picture), намекая на первую букву в слове Adultery (в переводе с англ. — «прелюбодеяние»). Копии фильма сохранилась в архивах кинокомпании MGM/United Artists и в архиве кино и телевидения Калифорнийского университета в Лос-Анджелесе.

## В ролях
- Лилиан Гиш — Эстер Прин
- Ларс Хансон — Преподобный Артур Диммсдейл
- Генри Вольтхолл — Роджер Чиллингуорт
- Карл Дейн — мастер Джайлс
- Уильям Тукер — губернатор
- Марсель Кордей — мистрис Хиббинс
- Fred Herzog — тюремщик
- Jules Cowles — бидл[англ.]
- Mary Hawes — Patience
- Joyce Coad — Перл, дочь Эстер
- James A. Marcus — шкипер
- Nora Cecil (титры)
- Iron Eyes Cody — юный коренной американец (титры)
- Dorothy Gray — ребёнок (титры)
- Margaret Mann (титры)
- Polly Moran — горожанка (титры)
- Chief Yowlachie — коренной американец (титры)